# Міжнародні молодіжні дебати

VIII. Міжнародний фінал у Варшаві (Польща), 17.10.2014

"Міжнародні молодіжні дебати" - конкурс країн Центральної та Східної Європи - це німецькомовний шкільний проект у восьми країнах Центральної та Східної Європи: Естонії, Латвії, Литві, Польщі, Угорщині, Росії (Москві та Санкт-Петербурзі), Чехії та Україні. Проект організовано за підтримки Ґете-Інституту, Фонду «Пам’ять, відповідальність та майбутнє», Благодійного фонду «Герті» та Центрального відомства з питань освіти за кордоном.
Міжнародні молодіжні дебати на сьогодні є єдиним міжнародним конкурсом промовців, що проводиться для школярів німецькою мовою. Він сприяє тому, щоб молоді люди із Центральної та Східної Європи могли вміло і переконливо представляти свої погляди та свою точку зору, та збільшує роль німецької мови як засобу для ведення дискусії. Завдяки розвитку здатності дискурсу конкурс, представлений у такому форматі, робить завдяки оволодінню мовою значний внесок у розвиток розуміння демократії. Завдяки формуванню політично-соціальних компетенцій та розвитку здатності ведення бесіди та вирішення конфліктів проект сприяє становленню міжнародної молодіжної еліти та майбутніх суб’єктів права прийняття рішення.
Предметом конкурсу є дебати німецькою мовою на теми шкільного життя, основних та людських прав, історії (особливо що стосується ліквідації історичної несправедливості) та Європи.
Проект призначений для учнів починаючи з 10 класу з мовним рівнем В2 та вище згідно із Загальноєвропейськими рекомендаціями з мовної освіти.

## Конкурс
У 2015/2016 навчальному році у проекті беруть участь більше ніж 2300 учнів з понад 157 шкіл. У цих школах проект інтегрований у заняття. Вчителі, які проходять спеціальну підготовку, навчають учнів дебатувати та проводять дебати. Найкращі учні виступають потім один проти одного, спочатку на шкільному рівні та на рівні шкільних об’єднань, потім на рівні країни та нарешті на Міжнародному фіналі, у якому беруть участь переможці, які посіли перше та друге місце у Федеральному конкурсі Міжнародні молодіжні дебати у Німеччині та регіональних конкурсів Центральної та Східної Європи.

## Структура та оцінювання дебатів
Відповідно по 4 школярі, двоє «за» та двоє «проти», дебатують загалом 24 хвилини німецькою мовою на суспільно-політичні теми (напр. «Чи повинна Туреччина увійди до ЄС?»). Формат дебатів при цьому чітко визначений: на початку кожен дебатант може вільно виголошувати промову протягом двох хвилин, за які він має можливість висловити свою думку та навести свої аргументи; після цього 12 хвилин дебатанти вільно висловлюються, що являє собою так звану «фазу суперечки»; наприкінці у кожного учасника є у розпорядженні одна хвилина, щоб зробити висновки згідно з проведеними дебатами. Окремого модератора бесіди не існує.
Дебати оцінює журі від трьох до п’яти осіб згідно з балами. Оцінювання успішності кожного учасника здійснюється відповідно до чотирьох критеріїв: обізнаність з теми, здатність висловлювати свої думки, вміння вести бесіду та переконувати. Мовні знання дебатантів спеціально не оцінюються.

## Історія
Міжнародні молодіжні дебати вперше були проведені у 2005 році у Польщі та Чехії. Починаючи з 2006 року у конкурсі беруть участь школи з Естонії, Латвії, Литви та України. У 2009 році після двохрічної пілотної фази проект стартував у школах Москви та Санкт-Петербургу. З 2016 року у проекті беруть участь Словенія та Словаччина.
Фінал Міжнародних молодіжних дебатів
| Міжнародний фінал                                         | Тема дебатів                                                                                                  | Покровитель / Почесний гість                                                                                            | переможець                                                                 |
| --------------------------------------------------------- | --- | --- | -------------------------------------------------------------------------- |
| I. Міжнародний фінал у Празі (Чехія), 05.10.2007          | „Чи варто вводити у Європейському Союзі відповідальність за заперечення геноциду?“                            | Вацлав Гавел, колишній президент Чеської Республіки / Вольґанґ Тірзе, віце-президент Німецького Бундестаґу              | Якуб Штефела, Ліберец (Чехія) та Пір Клюсендорф, Росток (Німеччина)        |
| II. Міжнародний фінал у Варшаві (Польща), 24.10.2008      | „Чи варто міняти національні шкільні підручники з історії на спільний європейський підручник?“                | Броніслав Коморовский, маршал Сейму Республіки Польща / Ґерда Газельфельдт, віце-президент Німецького Бундестаґу        | Барбара Василевська, Варшава (Польща) та Вібке Нельсен, Вісмар (Німеччина) |
| III. Міжнародний фінал у Празі (Чехія), 26.02.2010        | „Чи варто вводити 23 серпня загальноєвропейський день пам’яті жертв тоталітарних і авторитарних режимів?“     | Вацлав Гавел, колишній президент Чеської Республіки / Петра Пау, віце-президент Німецького Бундестаґу                   | Житка Рутрлова, Прага (Чехія) та Максіміліан Беренс, Мюнстер (Німеччина)   |
| IV. Міжнародний фінал в Берліні (Німеччина), 12.11.2010   | „Чи має Google Street View охоплювати усі європейські великі міста?“                                          | Почесний гість: Державний секретар Гарро Земмлер, директор Німецького Бундестаґу                                        | Ірина Авдєєва, Москва (Росія)                                              |
| V. Міжнародний фінал у Києві (Україна), 21.10.2011        | „Чи мають країни Європи закріпити у своєму законодавстві відмову від атомної енергії у близькій перспективі?“ | Віталій Кличко / д-р Ганс-Юрґен Гаймзьот, Посоль Федеративної Республіки Німеччина в Україні                            | Annett Lymar, Вільянді (Естонія)                                           |
| VI. міжнародний фінал у м. Вільнюс (Литва), 19.10.2012    | „Чи повинні переслідуватися в Європі «заклики до ненависті» проти релігії у кримінальному порядку?“           | Емануеліса Зінгеріса, голови комітету закордонних справ Литовського парламенту                                          | Грета Сабо, м. Будапешт (Угорщина)                                         |
| VII. Міжнародний фінал у Будапешті (Угорщина), 18.10.2013 | „Бойкот великих спортивних змагань у випадку порушення прав людини у місцях їх проведення: так чи ні“         | Віктор Кашшаї, угорський футбольний арбітр, визнаний найкращим футбольним арбітром 2011 року                            | Домініка Перлінова, Прага (Чехія)                                          |
| VIII. Міжнародний фінал у Варшаві (Польща), 17.10.2014    | „Заборона діяльності екстремістських партій: так чи ні“                                                       | Владислав Бартошевский, державний секретар, повноважний представник Голови Ради Міністрів до справ міжнародного діалогу | Анастасія Мінітш, Таллінн (Естонія)                                        |
| IX. Міжнародний фінал у Ризі (Латвія), 23.10.2015         | „Чи повинні всі країни Євросоюзу щорічно приймати мінімальну кількість біженців: так чи ні“                   | Андріс Берзіньш, латвійський підприємець і політик.                                                                     | Анна Риян (Угорщина)                                                       |